# I'm Your Man (album)
Pour les articles homonymes, voir I'm Your Man.
Albums de Leonard Cohen
Various Positions
(1984) The Future
(1992)
I'm Your Man est le huitième album studio du chanteur canadien Leonard Cohen, sorti en 1988. Il est considéré comme l'album retour de Cohen après le relatif échec de Various Positions, en 1984. Cet album montre la tournure que prend la musique de Cohen, avec des sonorités plus modernes, le synthétiseur y étant plus prépondérant. I'm Your Man s'est classé numéro 1 des ventes en Norvège pendant 17 semaines (31 semaines dans le classement) et a été dans l'ensemble plutôt bien reçu, aussi bien par la critique que par les fans.
L'écriture de la chanson Everybody Knows est le fruit d'une des premières collaborations entre Cohen et Sharon Robinson, qui deviendra par la suite une collaboratrice très influente. En effet, elle a coécrit et produit toutes les chansons de l'album Ten New Songs, en 2001. À noter sur cet album, la présence de musiciens québécois reconnus, tels que Jeff Fisher, Robert Stanley et Richard Beaudet qui ont accompagné le duo Serge Fiori et Richard Séguin sur l'album Deux cents nuits à l'heure, on y retrouve aussi Michel Robidoux et Peter Kisilenko qui ont joué avec Jean-Pierre Ferland entre autres. Les fidèles Anjani Thomas et Jennifer Warnes sont toujours de la partie aux chœurs.

## Liste des titres
Toutes les chansons sont écrites et composées par Leonard Cohen, sauf mention contraire.
| 1.    | First We Take Manhattan                |                       |  |
| 2.    | Ain't No Cure for Love                 |                       |  |
| 3.    | Everybody Knows                        | Cohen/Sharon Robinson |  |
| 4.    | I'm Your Man                           |                       |  |
| 5.    | Take This Waltz (adaptation par Cohen) | Federico Garcia Lorca |  |
| 6.    | Jazz Police                            | Cohen/Jeff Fisher     |  |
| 7.    | I Can't Forget                         |                       |  |
| 8.    | Tower of Song                          |                       |  |
| 40:41 |                                        |                       |  |

## Personnel
- Leonard Cohen – Chant, claviers
- Robert Stanley – Guitares
- Sneaky Pete Kleinow – Guitare Pedal steel
- Peter Kisilenko – Basse
- Jeff Fisher – arrangements/toutes les musiques (1, 6), arrangements/claviers (2)
- Jean-Philippe Rykiel - arrangements et claviers (5)
- Michel Robidoux – claviers, batterie
- Tom Brechtlein – Batterie
- Vinnie Colaiuta – Batterie
- John Bilezikjian – Oud
- Richard Beaudet – Saxophone
- Raffi Hakopian – Violon
- Jude Johnstone, Anjani Thomas, Jennifer Warnes : Chant
- Mayel Assouly, Evelyine Hebey, Elisabeth Valletti : Chœurs

## Classements et certifications
| Classement                    | Meilleure position |
| ----------------------------- | ------------------ |
| Allemagne (Media Control AG)  | 32                 |
| Autriche (Ö3 Austria Top 40)  | 22                 |
| Espagne (Promusicae)          | 45                 |
| Norvège (VG-lista)            | 1                  |
| Pays-Bas (Mega Album Top 100) | 16                 |
| Royaume-Uni (UK Albums Chart) | 48                 |
| Suède (Sverigetopplistan)     | 6                  |
| Suisse (Schweizer Hitparade)  | 9                  |
| France (SNEP)                 | 30                 |

| Pays              | Certification | Ventes certifiées |
| ----------------- | ------------- | ----------------- |
| France (SNEP)     | Or            | 100 000           |
| Royaume-Uni (BPI) | Argent        | 60 000            |
| Royaume-Uni (BPI) | Or            | 100 000           |
| Finlande (IFPI)   | Or            | 10 000            |
| Norvège (IFPI)    | 4 × Platine   | 120 000           |
| Suède (IFPI)      | Platine       | 40 000            |

## Reprises

### Sur l'album hommageI'm Your Fan(1991)
L'album tire son nom de la chanson I'm Your Man.
- I Can't Forget par les Pixies.
- First We Take Manhattan par R.E.M..
- Tower of Song par Robert Forster.
- I'm Your Man par Bill Pritchard.
- Tower of Song par Nick Cave and the Bad Seeds.

### Sur l'album hommageTower of Song(1995)
- Everybody Knows par Don Henley (ex-Eagle)
- Ain't No Cure for Love par Aaron Neville (qui avait déjà repris Bird on a Wire).
- I'm Your Man par Elton John.

### Autres
- Everybody Knows a été repris par Concrete Blonde pour la bande originale du film Pump Up the Volume (1990)
- Jennifer Warnes reprend First We Take Manhattan et Ain't No Cure For Love sur Famous Blue Raincoat, album de reprises de Leonard Cohen.
- First We Take Manhattan est reprise par Sirenia sur son Maxi Sirenian Shores.
- La version de First We Take Manhattan enregistrée par Cohen est entendue dans une version raccourcie dans le générique de fin du film Watchmen : Les Gardiens, sorti en 2009.
- Le groupe français YuLeS a repris l'intégralité de l'album en 2014, en remplaçant les synthétiseurs par un quatuor à cordes, sur l'album I'm Your Man... Naked.